# Boyertown
Boyertown es un borough ubicado en el condado de Berks en el estado estadounidense de Pensilvania. En el año 2000 tenía una población de 3,940 habitantes y una densidad poblacional de 1,908 personas por km².

## Geografía
Boyertown se encuentra ubicado en las coordenadas 40°19′53″N 75°38′10″O / 40.33139, -75.63611.

## Demografía
Según la Oficina del Censo en 2000 los ingresos medios por hogar en la localidad eran de $39,232 y los ingresos medios por familia eran $52,943. Los hombres tenían unos ingresos medios de $33,783 frente a los $26,507 para las mujeres. La renta per cápita para la localidad era de $21,194. Alrededor del 6% de la población estaba por debajo del umbral de pobreza.